# Deltatheroida
Deltatheroida — це вимерла група метатерієвих, які були далеко споріднені із сучасними сумчастими. Більшість відомих членів групи жили в крейдяному періоді; один вид, Gurbanodelta kara, відомий з пізнього палеоцену (Гашатан) Китаю. Їх скам'янілості обмежені Центральною Азією та Північною Америкою. Цей ряд можна визначити як усіх метатерієвих, ближчих до Deltatheridium, ніж до Marsupialia.
Коли їх вперше ідентифікували в 1920-х роках, вважалося, що вони були плацентарними та можливими предками «креодонтів», але пізніше це було спростовано. Тим не менш, багато деталей анатомії зубів Deltatheroida свідчить про м'ясоїдний спосіб життя. Враховуючи, що всі групи комахоїдних і хижих ссавців зазнали великих втрат протягом середини крейдяного періоду, видається ймовірним, що ці метатерії просто зайняли ніші, що залишилися після вимирання евтриконодонтів. Докази прямого хижацтва на динозаврів можуть бути засвідчені на черепі, що належить Archaeornithoides, який, здається, був пробитий зубами Deltatheridium і пізніше вилікуваний.